# 구아자라미링

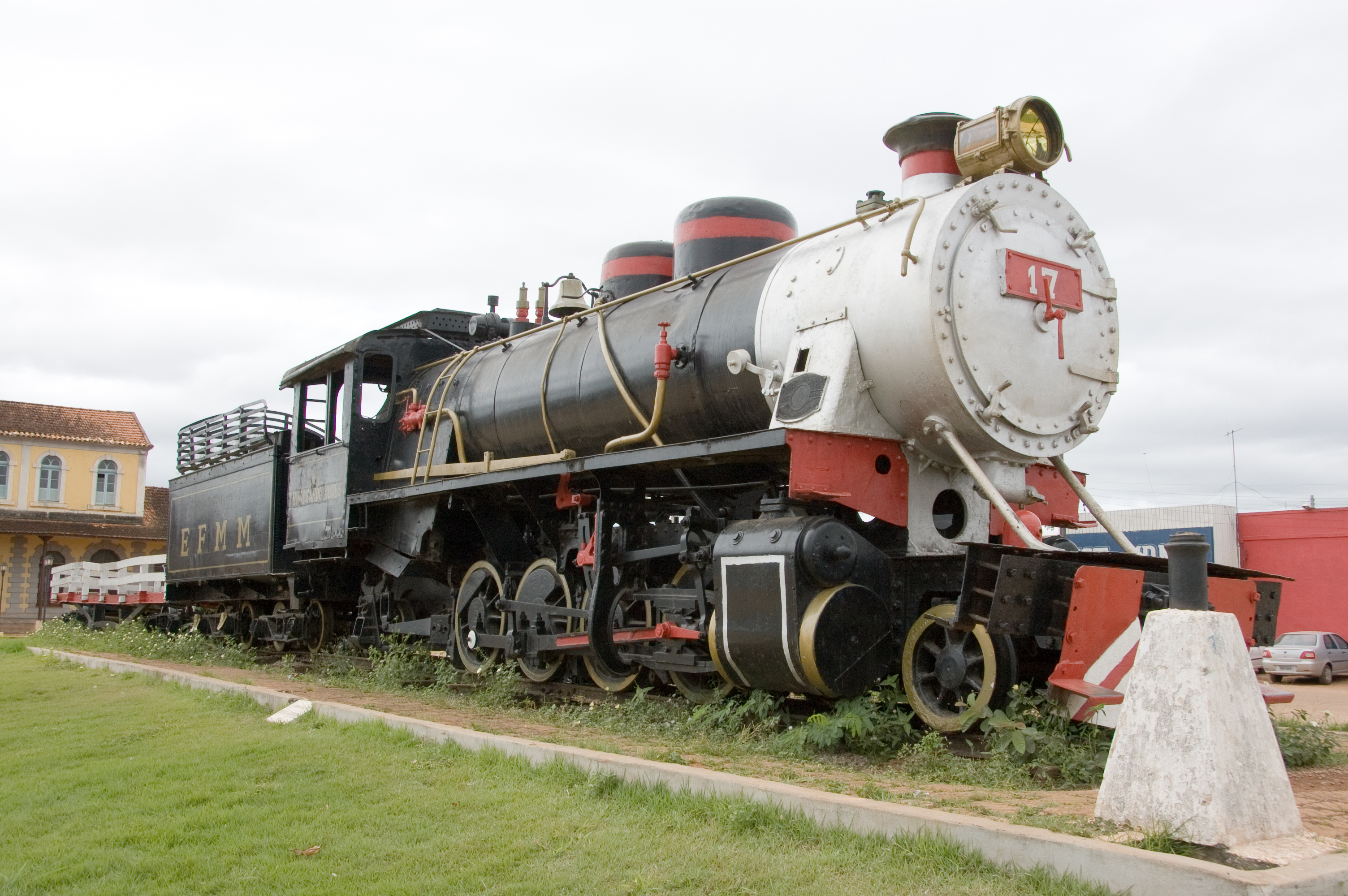

구아자라미링(포르투갈어: Guajará-Mirim)은 브라질 혼도니아주의 도시로 면적은 24,856km2, 높이는 128m, 인구는 41,467명(2005년 기준)이다. 볼리비아와 국경을 접하며 인근에는 과야라메린이 위치한다.